# Данкевич Павло Борисович
Павло́ Бори́сович Данке́вич (3 жовтня 1918 — 8 травня 1988) — радянський військовий діяч, командувач 43-ю ракетною армією РВСП, генерал-полковник авіації (1967).

## Життєпис
Народився 3 жовтня 1918 року в місті Острогозьку Воронезької області.
У квітні 1936 року призваний до РСЧА. У 1938 році закінчив Ворошиловградську військову школу пілотів. Брав участь в радянсько-фінській війні.
У радянсько-німецькій війні командував авіаційною ланкою, ескадрильєю, був штурманом полку. З березня 1942 по травень 1945 року — командир 347-го винищувального Радомського Червонопрапорного авіаційного полку. У повітряних боях особисто збив 6 літаків супротивника.
У повоєнні роки — командир авіаційного полку, авіаційної дивізії.
З червня 1949 по листопад 1951 року — заступник командира авіаційного корпусу Групи радянських військ у Німеччині.
З 1951 по 1955 роки — командир авіаційного корпусу.
У 1955 році закінчив Академію Генштабу.
З листопада 1955 року — заступник командувача, а з липня 1956 року — командувач повітряною армією ППО.
З 1958 по 1961 роки — командувач 1-ю окремою Далекосхідною повітряною армією.
У РВСП з 1961 року. Під час Карибської кризи і проведення операції «Анадир» займав посаду першого заступника командувача групою радянських військ на Кубі.
У 1962–1963 роках — командувач 43-ю ракетною армією.
У 1963–1974 роках — заступник головнокомандувача РВСП з бойової підготовки.
У 1974–1987 роках — воєнний консультант Інституту воєнної історії МО СРСР.
Помер 28 травня 1988 року в Москві. Похований на Кунцевському цвинтарі.

## Нагороди
- Два ордени Леніна (1946, 1963)
- Три ордени Червоного Прапора (1943, 1944, 1956)
- Орден Суворова 3-го ступеня (1945)
- Орден Трудового Червоного Прапора (1969)
- Два ордени Вітчизняної війни 1-го ступеня (1944, 1945)
- Три ордени Червоної Зірки (1940, 1947, 1951)
- Медалі.